# Ding Dong (Lied)
Ding Dong ist ein Lied der österreichischen Pop-Rock-Band Erste Allgemeine Verunsicherung aus dem Jahr 1990.

## Entstehung und Inhalt
Das Lied wurde von den EAV-Mitgliedern Eik Breit, Klaus Eberhartinger, Nino Holm, Günther Schönberger und Thomas Spitzer geschrieben beziehungsweise komponiert und von der Band, in Kooperation mit Peter Müller, produziert.
Die Erstveröffentlichung von Ding Dong erfolgte als Single am 1. April 1990 bei EMI Columbia. Diese erschien als 7″-Single mit einem Remix als B-Seite. Darüber hinaus erschien eine 12″-Single, die um die B-Seite Schweinefunk erweitert wurde. Am 21. Mai 1990 erschien das Lied als Teil des siebten EAV-Studioalbums Neppomuk’s Rache.
Entgegen vieler früherer EAV-Titel war hinter der humoristischen Verpackung des Titels kein weitgehend ernster Hintergrund. Dieser beschreibt das alltägliche Unheil über die Unwissenheit der Person, die hinter der Wohnungstür lauert.

## Charts und Chartplatzierungen
| ChartsChartplatzierungen | Höchstplatzierung | Wochen |
| ------------------------ | ----------------- | ------ |
| Deutschland (GfK)        | 7 (22 Wo.)        | 22     |
| Österreich (Ö3)          | 1 (16 Wo.)        | 16     |
| Schweiz (IFPI)           | 4 (16 Wo.)        | 16     |

| ChartsJahrescharts (1990) | Platzierung |
| ------------------------- | ----------- |
| Deutschland (GfK)         | 39          |
| Österreich (Ö3)           | 7           |
| Schweiz (IFPI)            | 26          |

## Ping Pong
Zum Davis-Cup in Deutschland und Österreich nahm die EAV auf dieselbe Melodie das Lied Ping Pong als offizielles Lied zum Davis-Cup auf. In Ping Pong besingen sie einen talentarmen Tennisspieler, der davon träumt, Profi zu sein.